# Earendel
WHL0137-LS, auch bekannt als Earendel (altenglisch für „Morgenstern“), im Sternbild Walfisch ist der am weitesten von der Erde entfernte bekannte Einzelstern. Er wurde Anfang 2022 entdeckt.

## Entdeckung und Name
Die Entdeckung von Earendel durch das Hubble-Weltraumteleskop wurde am 30. März 2022 gemeldet. Der Stern wurde aufgrund des Gravitationslinseneffekts des vorgelagerten Galaxienhaufens WHL0137-08 gefunden, dessen Galaxien das Licht des Sterns erheblich verstärken, da die Masse der Galaxien für einen Effekt sorgt, der das Licht des Sterns verzerrt und vergrößert und damit für das Teleskop sichtbar macht. Mit dem neuen James-Webb-Weltraumteleskop wurden weitere Beobachtungen über den Stern gemacht.
Die Entdecker gaben dem Stern den Spitznamen Earendel (Earendil), abgeleitet von der altenglischen Bezeichnung für „Morgenstern“ oder „aufgehendes Licht“. Earendil ist auch der Name eines Halb-Elben in J.R.R. Tolkiens Buch Das Silmarillion, der mit einem strahlenden Juwel durch den Himmel reiste, das den Bewohnern von Tolkiens Mittelerde so hell wie ein Stern erschien. Die NASA-Astronomin Michelle Thaller bestätigte, dass der Bezug zu Tolkien beabsichtigt war.

## Eigenschaften
Das von Earendel entdeckte Licht wurde 900 Millionen Jahre nach dem Urknall emittiert. Die gemessene Rotverschiebung des Sterns beträgt 6,2±0,1, was bedeutet, dass das Licht von Earendel die Erde 12,9 Milliarden Jahre später erreicht hat. Aufgrund der Expansion des Universums wäre der Stern heute jedoch 28 Milliarden Lichtjahre entfernt.
Der Stern ist mindestens 50-mal massereicher als die Sonne. Aufgrund seiner großen Masse explodierte der Stern wahrscheinlich nur wenige Millionen Jahre nach seiner Entstehung als Supernova.  Earendel könnte mit geringer Wahrscheinlichkeit ein Stern der Population III gewesen sein, was bedeutet, dass er fast ausschließlich aus primordialem (ursprünglichem, dem Urknall entstammenden) Wasserstoff und Helium bestanden hätte.